# Igreja de São Vicente (Mossoró)
A Igreja de São Vicente de Paula se localiza no município de Mossoró, estado do Rio Grande do Norte. É subordinada à paróquia de Santa Luzia.
Igreja histórica, palco de resistência dos mossoroenses aos ataques das tropas de Lampião. Anualmente acontece a  encenação do fato dentro do calendário cultural do município.

## História
Dois fatos marcam a existência desse templo: a seca e o cangaceirismo.

### A construção do templo e a seca de 1915
A construção da Igreja de São Vicente foi idealizada em 1915, ano de intensa seca no nordeste. O historiador Raimundo Brito descreve a construção da Igreja: “os serviços da construção do templo serviram para amenizar o sofrimento das numerosas levas de retirantes que aqui chegavam tangidos pelo flagelo da grande estiagem". Caracteriza o templo como símbolo de força do povo mossoroense.

### O ataque de Lampião em 1927
Em 13 de junho de 1927 a Cidade de Mossoró foi atacada pelo bando de cangaceiros chefiados por Lampião. A igreja de São Vicente foi utilizada como uma trincheira, e serviu como principal defesa dos moradores contra os cangaceiros. Essa foi a primeira grande derrota de Lampião. 

## Cinquentenário do ataque de Lampião
As torres da Igreja de São Vicente ainda hoje carregam a história do ataque dos cangaceiros - suas torres permanecem cravadas com as balas da luta entre os homens de Lampião e os mossoroenses.
O cinquentenário do ataque de Lampião a Mossoró, em 1974, representou para a prefeitura uma grande oportunidade de promover o turismo na cidade. Foram divulgadas matérias no jornal tradicional “O Mossoroense”, além de publicações em outros jornais do Nordeste, que davam destaque à invasão e à história dos cangaceiros. Além disso, a data contou com festividades e encenações da luta, em que se destacavam a ação dos resistentes mossoroenses.
Durante as comemorações do cinquentenário, aparece no jornal a “Coluna Lampião em Mossoró” de Lauro da Escóssia, dono do jornal O Mossoroense e jornalista que entrevistou o famoso cangaceiro Jararaca, em 1927: “Recordando o ataque do grupo de Lampião a esta cidade, há 47 anos passados – “Lampião vem aí, vai matar todo mundo” – tal pânico que envolveu a cidade naqueles instantes – alguns ficaram e receberam o grupo de cangaceiros com medo e com tiros. (...)Sujeito moreno, muito moreno, mas não era magro. Era solteiro e andava com Lampião há um ano e alguns meses. (...) Disse que o ataque a Mossoró foi idealizado por Massilon Leite, e que Lampião relutou um pouco, por causa da história das duas igrejas. Que quando Lampião chegou a Mossoró não gostou nada, nada mesmo, daquela “igreja de traseira redonda” (de onde estavam partindo os tiros contra o grupo).”

## Características
Por conta da época de sua construção e por suas características formais, a Igreja de São Vicente insere-se no estilo arquitetônico barroco. Entretanto, a capela apresenta algumas características regionais e culturais em sua arquitetura. Construída de tijolo e cal, a obra é implantada em seu terreno após uma curta praça, que valoriza suas perspectivas.
A igreja é marcada por uma torre centralizada em sua fachada frontal. Essa torre abriga o sino da igreja e a imagem de São Vicente, de onde atiravam os mossoroenses contra os cangaceiros. Por conta disso, Lampião se refere ao episódio como “o santo que atirava”.